# Rhinoceros (zwierzę)
Rhinoceros – rodzaj ssaków z podrodziny nosorożców (Rhinocerotinae) w obrębie rodziny nosorożcowatych (Rhinocerotidae).

## Genetyka
Większość nosorożcowatych cechuje się diploidalną liczbą chromosomów 82, także nosorożec indyjski i jawajski. Tylko nosorożec czarny ma 84. Jest to prawie największa liczba chromosomów wśród ssaków, jedynie pewne gatunki gryzoni mają ich więcej w genomie.

## Ewolucja
Nosorożcowate są starą rodziną ssaków. Pojawiły się jeszcze w epoce eoceńskiej, wywodząc się z tej samej grupy, co dwie inne blisko spokrewnione rodziny nosorożców, Hyracodontidae, do których zaliczały się największe lądowe ssaki wszech czasów, jak Paraceratherium, a także prowadzące częściowo wodny tryb życia Amynodontidae. Pierwsze właściwe nosorożcowate pojawiły się w Euroazji i były niewielkimi zwierzętami, dopiero późnej zwiększając swe rozmiary zgodnie z zasadą Cope’a. Nie miały też jeszcze rogów. W oligocenie osiągnęły już znaczną różnorodność, choć nie opanowały jeszcze Afryki, z którą kojarzą się obecnie. W epoce tej istniały już formy o średnich i dużych rozmiarach. W oligocenie pojawiły się też pierwsze rogate nosorożce, Diceratherium. Był to także jedyny znany przedstawiciel amerykańskiej megafauny przez 10 milionów lat.
Nosorożcowate osiągnęły istotny sukces ewolucyjny, obejmując szeroki zakres nisz ekologicznych. Dzięki dużym rozmiarom mogły wykarmić się szorstkim, słabej jakości pokarmem, w tym niską roślinnością bogatą w krzemionkę, na co odpowiedziały molaryzacją przedtrzonowcow. Jej stopień nie był jednak w obrębie gatunku cechą stałą, co doprowadziło do istotnego zamieszania w XX-wiecznej paleontologii, kiedy to na podstawie takich niestałych cech opisywano taksony, które potem okazywały się synonimiczne. Zwierzęta te zasiedliły Amerykę, Europę i Azję, a także Afrykę. Ich sukces z oligocenu nie trwał jednak wiecznie, jako że w miocenie doszło do wymarcia części linii wskutek zmian klimatycznych. Wymarły prawie wszystkie nosorożcowate amerykańskie, w Eurazji przetrwały tylko dwie linie. Przedstawiciele jednej z nich przypominały dzisiejsze nosorożce sumatrzańskie. Z tej właśnie linii wywodzi się sławny nosorożec włochaty, zamieszkujący w plejstocenie tereny północy Euroazji.
Dzisaiejsze nosorożcowate dzieli się na dwie linie: afrykańskie Dicerotinae i azjatyckie Rhinocerotinae z rodzajem Rhinoceros, obejmującym nosorożce indyjskiego i jawajskiego. Pozycja nosorożca sumatrzańskiego na drzewie rodowym nosorożcowatych nie została do końca wyjaśniona. Zazwyczaj zalicza się go tej samej podrodziny, jednakże część autorów uważa go za bliższego nosorożcowatym afrykańskim, z którymi łączy go posiadanie obu rogów
W przeciwieństwie do starego nosorożca sumatrzańskiego gatunki z rodzaju Rhinoceros są znacznie młodsze. Nosorożec indyjski i nosorożec jawajski pojawiły się w środkowym plejstocenie.

## Rozmieszczenie geograficzne
Rodzaj obejmuje gatunki występujące w Indiach, Nepalu, Indonezji i Wietnamie.

## Morfologia
Długość ciała 305–346 cm, ogona 66 cm, wysokość w kłębie 150–200 cm; masa ciała 1200–2000 kg (samice są lżejsze od samców).

## Systematyka
Rodzaj zdefiniował w 1758 roku szwedzki przyrodnik Karol Linneusz w 10. wydaniu Systema Naturae w publikacji swojego autorstwa poświęconej systematyce zwierząt, roślin i minerałów. Gatunkiem typowym jest (Linneuszowska tautonimia) nosorożec indyjski (R. unicornis).

### Etymologia
- Rhinoceros: gr. ρινοκερως rhinokerōs, ῥινοκερωτος rhinokerōtos ‘nosorożec’, od ῥις rhis, ῥινος rhinos ‘nos’; κερας keras, κερως kerōs ‘róg’[16].
- Naricornis: łac. naris ‘nos’; cornu, cornus lub cornum, corni ‘róg’[17]. Gatunek typowy (oznaczenie monotypowe): Rhinoceros unicornis Linnaeus, 1758.
- Monoceros: gr. μονοκερως monokerōs ‘jednorożec’, od μονος monos ‘pojedynczy’; κερας keras, κερως kerōs ‘róg’[18]. Gatunek typowy: Rhinoceros unicornis Linnaeus, 1758.
- Unicornus: łac. unicornis ‘o jednym rogu’, od uni- ‘pojedynczy’, od unus ‘jeden’; cornu, cornus lub cornum, corni ‘róg’[19]. Gatunek typowy (oznaczenie monotypowe): Rhinoceros unicornis Linnaeus, 1758.
- Eurhinoceros: gr. ευ eu ‘dobry, typowy’; rodzaj Rhinoceros Linnaeus, 1758[20]. Gatunek typowy: Gray wymienił trzy gatunki – Rhinoceros  javanicus É. Geoffroy Saint-Hilaire & F. Cuvier, 1824 (= Rhinoceros sondaicus A.G. Desmarest, 1822), Rhinoceros nasalis J.E. Gray, 1868 (= Rhinoceros sondaicus A.G. Desmarest, 1822) i Rhinoceros unicornis Linnaeus, 1758; typ nomenklatoryczny (późniejsze oznaczenie) Rhinoceros javanicus É. Geoffroy Saint-Hilaire & F. Cuvier, 1824 (= Rhinoceros sondaicus A.G. Desmarest, 1822)[21].
- Zalabis: gr. ζα- za- ‘bardzo’; λαβις ‘uchwyt, kleszcze’[22]. Gatunek typowy (oznaczenie monotypowe): Rhinoceros sivalensis Falconer & Cautley, 1847 (= Rhinoceros unicornis Linnaeus, 1758).
- Monocerorhinus: gr. μονος monos ‘pojedynczy’[23] ; κερας keras, κερατος keratos ‘róg’[24] ; ῥις rhis, ῥινος rhinos ‘nos, pysk’[25]. Gatunek typowy (oznaczenie monotypowe): Rhinoceros sondaicus Desmarest, 1822.
- Sinorhinus: ang. Sino- ‘chiński’, od późnołac. Sinae ‘chiński’[26]; ῥις rhis, ῥινος rhinos ‘nos, pysk’[25]. Gatunek typowy (oznaczenie monotypowe): Rhinoceros oweni Ringström, 1927 (= Rhinoceros unicornis Linnaeus, 1758).
- Punjabitherium: Pendżab (ang. Punjab), Indie; θηριον thērion ‘dzike zwierzę’, od θηρ thēr, θηρος thēros ‘zwierzę’[27][10]. Gatunek typowy (oznaczenie monotypowe): †Rhinoceros platyrhinus Falconer & Cautley, 1847.

### Podział systematyczny
Do rodzaju należą następujące występujące współcześnie gatunki:
| Grafika | Gatunek              | Autor i rok opisu    | Nazwa zwyczajowa   | Podgatunki                     | Rozmieszczenie geograficzne | Podstawowe wymiary                               | Status IUCN |
| ------- | -------------------- | -------------------- | ------------------ | ------------------------------ | --- | ------------------------------------------------ | ----------- |
|         | Rhinoceros sondaicus | A.G. Desmarest, 1822 | nosorożec jawajski | 3 podgatunki (w tym 2 wymarłe) | zachodnia Jawa; wymarły w kontynentalnej Azji Południowej i Południowo-Wschodniej (ostatni osobnik został zabity w Wietnamie w 2010 roku) i Sumatrze; zakres wysokości: 0–600 m n.p.m. | DC: 305–344 cm DO: brak danych MC: 1200–1500 kg  | CR          |
|         | Rhinoceros unicornis | Linnaeus, 1758       | nosorożec indyjski | gatunek monotypowy             | niziny w Himalajach w Nepalu i Indiach; wymarły w Pakistanie, Bhutanie i Bangladeszu; zakres wysokości: 0–415 m n.p.m.                                                                 | DC: 335–346 cm DO: około 66 cm MC: około 2000 kg | VU          |

Kategorie IUCN:  VU  – gatunek narażony,  CR  – gatunek krytycznie zagrożony. 
Opisano również azjatycki plejstoceński gatunek wymarły:
- Rhinoceros platyrhinus Falconer & Cautley, 1847